# 知念栄治
知念 栄治（ちねん えいじ、1939年5月10日 - 2023年12月16日）は、日本の実業家。沖縄セルラー電話株式会社代表取締役会長。公益財団法人沖縄県産業振興公社理事長。法政大学経済学部卒業。

## 略歴
- 1962年6月 琉球石油株式会社 (現 株式会社りゅうせき) 入社
- 1986年6月 同社 常務取締役
- 1988年6月 同社 専務取締役
- 1992年6月 同社 取締役副社長
- 1993年6月 同社 代表取締役社長
- 1997年2月 社団法人沖縄県経営者協会 副会長
- 1997年6月 東亜運輸株式会社 代表取締役社長
- 1999年6月 沖縄セルラー電話株式会社 取締役、東亜運輸株式会社 代表取締役会長、株式会社りゅうせき代表取締役会長
- 2006年4月 社団法人沖縄県経営者協会 会長
- 2006年6月 沖縄セルラー電話株式会社 代表取締役会長 [3]
- 2007年3月 公益財団法人沖縄県産業振興公社理事長[4]
- 2014年5月 同理事長退任[5]
- 2015年5月 沖縄セルラー電話株式会社 代表取締役会長退任[6]
- 2023年12月16日 敗血症性ショックのため死去[1]